# Aphelaria complanata
Espèce
Aphelaria complanata (Cleland) R.H. Petersen 1969, est une espèce de champignons du genre Aphelaria découvert en Sud-Australie.

## Taxinomie
Aphelaria complanata (Cleland 1931) R.H. Petersen 1969

## Synonyme

### Basionyme
Clavaria complanata Cleland 1931

## Comestibilité
Inconnue